# Wörthen
Wörthen ist ein Weiler und ein Ortsteil der Gemeinde Niederschönenfeld im Landkreis Donau-Ries, der zum Regierungsbezirk Schwaben in Bayern gehört.

## Geographie
Die Gehöfte von Wörthen liegen im westlichen Lech-Donau-Winkel. Die heute noch bestehenden vier Anwesen liegen zwischen 200 und 750 Meter südlich der Donau, das Wasserwerk des Zweckverbandes Wasserversorgung fränkischer Wirtschaftsraum (WfW) an der Stelle des ehemaligen Schönenfelder Hofes liegt 500 Meter nordwestlich des Lech-Stausees Feldheim und einen Kilometer südlich der Donau. Nächstgelegene Gemeinde ist zwar Genderkingen, jedoch gehört der Weiler historisch zu Feldheim, das seit 1978 Ortsteil von Niederschönenfeld ist.

## Geschichte
Der Landspitz wurde von jeher „Wörthen“ (auch „Werden“) genannt. „Werd“ bedeutet „ein erhöhter Grund im Wasser eines Flusses oder Sees, der über diese hervorragt und mit Grün oder Holz bewachsen ist“. Diese Höfe hatten aufgrund ihrer Lage an den beiden Flüssen über die Jahrhunderte sehr oft unter Überschwemmungen zu leiden. Die Besiedlung begann wahrscheinlich im 13. Jahrhundert und ging von den jenseitigen Flussufern aus. 1286 erhielt das östlich des Lech gelegene Kloster Niederschönenfeld von Graf Berthold von Graisbach diese Anwesen – Wörthen gehörte damit zum Herzogtum Bayern, obwohl ansonsten der Fluss die Grenze bildete. Bei der Gemeindebildung Anfang des 19. Jahrhunderts wurden die Höfe deshalb der Gemeinde Feldheim zugeschlagen. Seitdem die Gemeinde Feldheim im Zuge der Gebietsreform in Bayern in die Gemeinde Niederschönenfeld eingemeindet wurde, ist auch der Weiler Wörthen Teil der Gemeinde Niederschönenfeld. Gesuche der Bewohner zur Umgemeindung nach Genderkingen blieben 1921 und ab 1951 erfolglos, obwohl die Höfe bereits seit dem frühen 19. Jahrhundert durch die pfarrliche (früher Altisheim) und schulische Zugehörigkeit einen starken Bezug zu Genderkingen haben.

## Die Anwesen
- Nummer 1 Brennerhof: erstmals 1492 erwähnt
- Nummer 2 Schönenfelderhof: Vor 1530 hatte das Kloster Niederschönenfeld diesen Hof angekauft und von 1660 bis zur Säkularisation 1803 unmittelbar bewirtschaftet. Nach vielen Eigentümerwechseln in den folgenden 106 Jahren gelangte er 1909 (zum zweiten Mal) in den Besitz der Gräflich Fugger-Glött'schen Standesherrschaft. Der zugehörige Wald wurde 1975 an den WFW verkauft, die Felder dann vom Fugger-Anwesen in Oberndorf aus bewirtschaft. Die Hofstätte wurde 1987 abgebrochen, da sie in der engeren Schutzzone der Quellfassung des WFW lag.
- Nummer 3 Bayertoni: es könnte sich um das ab 1530 genannte „Große Lehen“ handeln, der Name geht auf den Besitzer von 1760, Antoni Bayr, zurück.
- Nummer 4 wurde früher wohl für den Donaulenz verwendet, der Genderkingen zugeteilt wurde.
- Nummer 5 Kratzer: Dieser Hof ist um 1530 aus der Vereinigung eines Widemguts mit „des Kraussen guett“ entstanden und gehörte damals bereits zum Kloster Niederschönenfeld. Der Hausname wird erstmals 1637 erwähnt.
- Nummer 6 Mühlflecken: 1694 ist die Bezeichnung erstmals belegt. Der Namensdeutung nach ist dies eine Absplitterung der Eichmühle, die auf der gegenüber liegenden Straßenseite steht und schon zur Gemeinde Genderkingen gehört. In neuerer Zeit gehören Eichmühle und Mühlflecken wieder der gleichen Familie.
- Die Nummern 7 („Simontoni“) und 7½ („Häuslemann“) sind durch Kauf 1890 beziehungsweise 1954 zum Bayertoni gekommen und in der Nummer 3 aufgegangen.

Bereits vor 1800 sind einige Einöden im westlichen Lech-Donau-Winkel abgegangen, wobei nicht durchwegs geklärt ist, ob sie auf dem heutigen Gebiet der Gemeinde Genderkingen oder des Niederschönenfelder Ortsteiles Wörthen gelegen haben.